# Eltham (Victoria)
 (avril 2022).
Eltham est une banlieue de Melbourne, dans l'État de Victoria, en Australie, à 20 kilomètres au nord-est du quartier central des affaires Sa zone de gouvernement local est le Comté de Nillumbik. Lors du recensement de 2016, Eltham comptait 18 314 habitants[réf. nécessaire].